# Yasuyo Yamasaki
Yasuyo Yamasaki fue el coronel al mando de las fuerzas de Japón en la isla de Attu durante la Batalla de las Islas Aleutianas en la Segunda Guerra Mundial. Llegó al campo de batalla en abril de 1943 en un submarino. Se le ordenó defender la isla sin esperar ayuda externa.
Cuando los norteamericanos llegaron a la isla el 11 de mayo, los 2.650 japoneses que defendían la isla se atrincheraron en posiciones defensivas elevadas, generalmente cubiertas de niebla y alejados de la costa. Las fuerzas navales iniciaron bombardeos sistemáticos que mermaron las posibilidades de las fuerzas de Yamasaki. De las fuerzas en Kiska solo recibieron algunos paquetes lanzados desde aviones. 
Finalmente, ya sin raciones alimenticias, se dio la orden de rematar a los heridos en los hospitales de campaña, y a los sobrevivientes reagruparse para realizar una temeraria carga banzai para intentar tomar una colina con equipo artillero enemigo.
Al atardecer del 29 de mayo de 1943, el coronel Yamasaki redactó su última orden y dio instrucciones detalladas a todas sus tropas supervivientes, incluidos los soldados de retaguardia. El ataque debía comenzar a media madrugada del 29 de mayo. Entre las instrucciones que impartió, en el décimo de los puntos de su orden de operaciones incluía una mención explícita al hospital de campaña en el que trabajaba el médico nisei Paul Nobuo Tatsuguchi: «El hospital de campaña, después de una ayuda directa a los pacientes, avanzará como parte de la reserva bajo el mando del ayudante de campo».
Finalmente, a las 00ː30h del 30 de mayo, Yamasaki condujo a sus tropas valle arriba. En su camino eliminaron rápida y silenciosamente a varias compañías estadounidenses que se encontraban descansando. Sin embargo, algunos soldados americanos de la Compañía B se dieron cuenta de lo que estaba pasando y huyeron en desbandada valle abajo. Mientras tanto, el cuerpo principal japonés continuaba su avance a través del Valle de Sarana en dirección al Paso de Clevesy. En esta zona se encontraba el campamento principal de las tropas de ingenieros de la división y otras unidades de servicio. Los soldados estadounidenses que huían alertaron a sus compañeros de la presencia de la fuerza enemiga, y rápidamente, el personal de retaguardia americano se reagrupó, estableció una línea de defensa y rechazó el ataque suicida japonés. Durante los intensos combates que siguieron, las tropas estadounidenses abatieron a Yamasaki y a la mayoría de las tropas atacantes. Los pocos japoneses que sobrevivieron a la carga se suicidaron; solo veintisiete fueron convertidos en prisioneros por los norteamericanos.

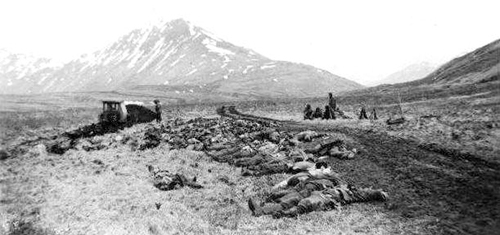
Soldados japoneses muertos durante el ataque final contra las fuerzas estadounidenses en Attu el 30 de mayo de 1943 siendo enterrados en una fosa común por los estadounidenses.

La batalla que siguió fue equiparable a los enfrentamientos de Guadalcanal o Iwo Jima, a lo que hubo que añadir el rigor del clima.
El 29 de mayo, a las 3:15 de la madrugada, Yamasaki junto con los 800 hombres que le quedaban de sus tropas se lanzaron contra las tropas aliadas en un ataque suicida cerca de la Bahía Masacre, con la intención de tomar una colina (Colina del ingeniero) donde estaba la artillería enemiga. Sin embargo, los sorprendidos norteamericanos reaccionaron rápido y enviaron a los agresores de vuelta colina abajo; allí, casi 500 japoneses se suicidaron detonando sus granadas. Yamasaki intentó reanudar el ataque más tarde y murió asaltando una posición defensiva, con una espada en la mano, prefiriendo la muerte a la rendición. 
El asalto japonés fue tan brutal y desesperado que logró llegar hasta la retaguardia estadounidense. Sólo 28 soldados sobrevivieron, de los cuales ninguno era un oficial. En total 2.351 cuerpos japoneses fueron encontrados, aunque los bombardeos aliados pudieron sepultar cientos.